# Reigoso (Montalegre)
Reigoso é uma povoação portuguesa sede da Freguesia de Reigoso do Município de Montalegre, freguesia com 16,95 km2 de área e 130 habitantes (censo de 2021), tendo, por isso, uma densidade populacional de 7,7 hab./km².

## Demografia
A população registada nos censos foi:
| Ano  | 0-14 Anos | 15-24 Anos | 25-64 Anos | > 65 Anos |
| 2001 | 16        | 16         | 98         | 70        |
| 2011 | 8         | 11         | 62         | 86        |
| 2021 | 4         | 4          | 48         | 74        |

## Localidades
A Freguesia é composta por três aldeias:
- Currais;
- Ladrugães;
- Reigoso.

## Património
- Igreja Matriz de Reigoso;
- Capela em Ladrugães.